# Villeneuve-d'Olmes
Villeneuve-d'Olmes en idioma francés, es una localidad y comuna francesa, situada en el departamento del Ariège en la región de Mediodía-Pirineos.
A sus habitantes se les conoce por el gentilicio Villeneuvois.

## Demografía
| 903 | 911 | 1339 | 1816 | 1574 | 1292 |
| Para los censos de 1962 a 1999 la población legal corresponde a la población sin duplicidades (Fuente: INSEE [Consultar]) |     |      |      |      |      |